# 汪建伟
汪建伟 （1958年10月28日— ）是一名艺术家。他出生于中国四川省遂宁市，现居于北京。

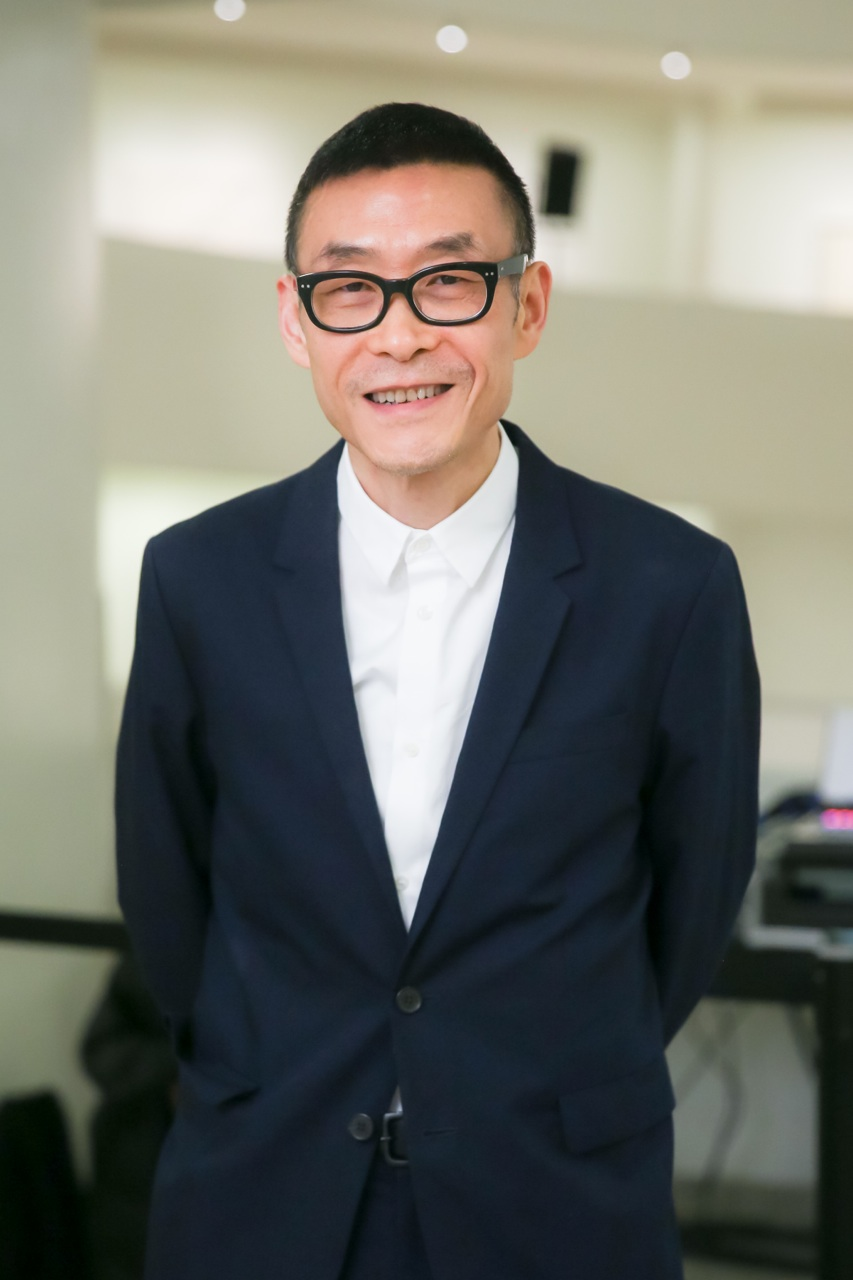
汪建伟在2014年10月30日《时间寺》个展开幕宴会中

2014年10月31日至2015年2月16日，美国纽约古根海姆美术馆举办了汪建伟在北美的第一个个展《时间寺》，个展由由何鴻毅家族基金贊助。